# William Acland (2e baronnet)
Pour les articles homonymes, voir William Acland et Acland.
William Alison Dyke Acland, 2e baronnet, (18 décembre 1847 - 26 novembre 1924) est un amiral de la Royal Navy,.

## Jeunesse
William Acland est le fils aîné d'Henry Acland, 1er baronnet et de Sarah Cotton.
Acland atteint le rang d'amiral dans la Royal Navy. Il est nommé commandant en second de l'escadron de la Manche début juin 1901 et hisse son drapeau à bord du cuirassé pré-dreadnought HMS Magnificent le 5 juin 1901. Après un an, il est relevé du commandement de l'escadron de la Manche et amène son drapeau sur le Magnificent le 5 juin 1902. Quatre mois plus tard, il est nommé surintendant amiral du chantier naval de Gibraltar et est reçu en audience par le roi Édouard VII, le 21 octobre 1902, avant de prendre le poste plus tard le même mois quand il hisse son drapeau sur le navire HMS Cormorant le 30 octobre.
Il habite sa résidence officielle The Mount pendant qu'il occupe le poste d'amiral surintendant du chantier naval de Gibraltar de 1902 à 1904. Il est lieutenant adjoint du Devon et juge de paix pour l'Oxfordshire et le Devon.

## Vie privée
William Acland épouse Emily Anna Smith, fille de William Henry Smith et Emily Danvers, vicomtesse Hambleden, le 7 juillet 1887, et ont :
- William Acland, 3e baronnet (1888–1970)
- Hubert Acland (en), 4e baronnet (1890-1976)

Acland succède à son père en tant que 2e baronnet Acland, de St Mary Magdalen, Oxford à la mort de ce dernier le 16 octobre 1900. À sa mort en 1924, son fils aîné lui succède.